# Michael Bänninger
Michael Bänninger (30 de noviembre de 1971) es un deportista suizo que compitió en remo. Ganó una medalla de plata en el Campeonato Mundial de Remo de 1997, en la prueba de scull individual ligero.

## Palmarés internacional
| Campeonato Mundial | Campeonato Mundial     | Campeonato Mundial | Campeonato Mundial      |
| Año                | Lugar                  | Medalla            | Prueba                  |
| ------------------ | ---------------------- | ------------------ | ----------------------- |
| 1997               | Aiguebelette (Francia) | Medalla de plata   | Scull individual ligero |